# Saturate
Saturate — дебютний студійний альбом американського рок-гурту Breaking Benjamin. Реліз відбувся 27 серпня 2002 року.

## Список композицій
Автор слів Бенджамін Бернлі та Breaking Benjamin, автор музики Breaking Benjamin. 
| #     | Назва             | Тривалість |
| ----- | ----------------- | ---------- |
| 1.    | «Wish I May»      | 3:58       |
| 2.    | «Medicate»        | 3:45       |
| 3.    | «Polyamorous»     | 2:56       |
| 4.    | «Skin»            | 3:20       |
| 5.    | «Natural Life»    | 4:00       |
| 6.    | «Next to Nothing» | 3:43       |
| 7.    | «Water»           | 4:12       |
| 8.    | «Home»            | 3:37       |
| 9.    | «Phase»           | 4:31       |
| 10.   | «No Games»        | 3:35       |
| 11.   | «Sugarcoat»       | 3:38       |
| 12.   | «Shallow Bay»     | 4:05       |
| 13.   | «Forever»         | 3:55       |
| 49:15 |                   |            |

| Прихований трек пізнього видання | Прихований трек пізнього видання                                                            | Прихований трек пізнього видання |
| #                                | Назва                                                                                       | Тривалість                       |
| -------------------------------- | ------------------------------------------------------------------------------------------- | -------------------------------- |
| 12.                              | «Shallow Bay» (містить прихований трек "Forever", починається о 4:06, опісля "Shallow Bay") | 8:00                             |
| 49:15                            |                                                                                             |                                  |

## Чарти
| Чарт (2002)         | Позиція |
| ------------------- | ------- |
| США Billboard 200   | 136     |
| США Top Heatseekers | 2       |

## Учасники запису
Breaking Benjamin
- Бенджамін Бернлі — вокал, ритм-гітара
- Аарон Фінк — електрогітара
- Марк Клепаскі — бас-гітара
- Джеремі Хаммел — ударні